# پیتر دیکین (بازیکن فوتبال)
پیتر دیکین (انگلیسی: Peter Deakin؛ زادهٔ ۲۵ مارس ۱۹۳۸) بازیکن فوتبال اهل بریتانیا است.
از باشگاه‌هایی که در آن بازی کرده‌است می‌توان به باشگاه فوتبال برافورد پارک آونیو، باشگاه فوتبال پیتربورو یونایتد، باشگاه فوتبال بولتون واندررز، باشگاه فوتبال نانیتون تاون، و باشگاه فوتبال برنتفورد اشاره کرد.